# Jorge Martínez de Hoyos
Jorge Martínez de Hoyos (Ciudad de México, 25 de septiembre de 1920-Ciudad de México, 6 de mayo de 1997) fue un actor mexicano. 

## Biografía y carrera
Interpretó a personajes históricos como el presidente y benemérito de las Américas Benito Juárez en la película Aquellos años, Justo Sierra Méndez, ministro de Instrucción Pública de Porfirio Díaz, en La Constitución, y al general Salvador Alvarado en La casta divina.

### Muerte
El 6 de mayo de 1997, Martínez de Hoyos falleció en la Ciudad de México a los 76 años de edad, a causa de cáncer en el pulmón izquierdo, una insuficiencia respiratoria, y diabetes mellitus. Su cuerpo fue cremado en el Panteón Español, ubicado en la misma ciudad. El paradero final de sus cenizas es desconocido.

## Filmografía parcial

### Cine
- ¡Esquina bajan!  (1948)
- Hay lugar para dos (1949)
- Montana Territory (1952)
- Comanche (1952)
- La escondida (1952)
- Sombra verde (1953)
- La mort en ce jardin (1956)
- Canasta de cuentos mexicanos (1956), segmento «La canasta»
- Ama a tu prójimo (1958)
- Las rosas del milagro  (1959)
- La reina del cielo (1959)
- The Magnificent Seven' (1960)
- Los chacales (1963)
- Cien gritos de terror (1964)
- Viento negro (1965)
- Tiempo de morir (1966)
- Smoky (1966)
- The Professionals (1966)
- The Adventurers (1970)
- The Bridge in the Jungle (1971)
- El jardín de la Tía Isabel (1972)
- El cumpleaños del perro (1974)
- La India (1976)
- Las poquianchis (1976)
- La invención de Cronos (1993)
- Edipo alcalde (1996)

### Televisión
- Las momias de Guanajuato (1962; episodio: «Matrimonio y Mortaja»)
- La Constitución (1970) como Justo Sierra
- El juramento (1974)
- Gabriel y Gabriela (1982) como Benito
- El pecado de Oyuki (1988) como Sir. Charles Pointer
- Lonesome Dove (1989) como Po Campo
- El abuelo y yo (1992) como Don Joaquín Rivera «El Abuelo»
- Alondra (1995) como Alfredito
- Pueblo chico, infierno grande (1997) como Chuchi Ríos

## Premios y nominaciones

### Premios TVyNovelas
| Año  | Categoría               | Telenovela         | Resultado |
| ---- | ----------------------- | ------------------ | --------- |
| 1993 | Mejor primer actor      | El abuelo y yo     | Ganador   |
| 1989 | Mejor primer actor      | El pecado de Oyuki | Nominado  |
| 1983 | Mejor actor protagónico | Gabriel y Gabriela | Ganador   |

### Otros
- Ariel de Plata a la Mejor Coactuación Masculina en 1955 por Sombra verde.
- Ariel de Plata a la Mejor Coactuación Masculina en 1957 por Canasta de cuentos mexicanos.